# Anne Laperrouze
Anne Laperrouze, née le 4 juillet 1956 à Puylaurens (Tarn), est une femme politique française.
Elle est maire de Puylaurens de 2001 à 2018, conseillère départementale du Tarn de 2001 à 2021 et députée européenne de 2004 à 2009.

## Carrière professionnelle
- Ingénieur électrochimiste-électrométallurgiste (Institut polytechnique de Grenoble (1978)
- Assistante de recherche à l'Université du Québec à Chicoutimi (1978)
- Assistante à l'exportation dans l'Industrie de la Pétrochimie (1980)
- Chef de service dans l'industrie métallurgique (1981-1990)
- Chef de service dans l'industrie automobile (1991-2000)
- Directeur de projet dans l'industrie pharmaceutique (2002-2004)

## Mandats locaux
Anne Laperrouze commence sa carrière politique en se présentant à la mairie de Puylaurens. Elle est élue maire lors des municipales de 2001 et est réélue en 2008 et 2014,.
Elle est conseillère générale du canton de Puylaurens de 2001 à 2015. Au conseil général, elle est membre de la commission territoires et développement durable et de la commission permanente.
Elle est candidate aux législatives de 2002. Elle obtient 17,5 % des voix, mais elle se désiste au second tour en faveur de Bernard Carayon. Elle se présente aux législatives de 2007 et obtient un score de 12,98 % des suffrages, insuffisant pour participer au second tour.
Ayant quitté le Mouvement démocrate (MoDem) en 2009[réf. souhaitée] mais restant fidèle François Bayrou, elle est candidate aux législatives de 2012 dans la 3e circonscription du Tarn sous les couleurs de l'Alliance centriste, soutenue par le Parti radical, le Mouvement démocrate et le Nouveau Centre. Son suppléant est le vice-président du Nouveau Centre dans le Tarn Denis Solivèrés. Elle recueille 5,03 % des suffrages et termine en sixième position.
En mars 2015, elle est élue conseillère départementale du canton du Pastel, en tandem avec Jean-Luc Alibert,,.
En avril 2018, elle démissionne de son poste de maire de Puylaurens.

## Députée européenne
Anne Laperrouze est candidate aux élections européennes de 2004, en deuxième position sur la liste de l'Union pour la démocratie française (UDF) dans la circonscription Sud-Ouest de la France. Celle-ci obtenant un score de 13,24 %, elle est élue députée européenne aux côtés de Jean-Marie Cavada.
Au Parlement européen, elle est membre du groupe parlementaire Alliance des démocrates et des libéraux pour l'Europe (ADLE). Elle siège au sein de la commission de l'industrie, de la recherche et de l'énergie (ITRE), dont elle devient vice-présidente en janvier 2008. Elle est rapporteure du Parlement européen sur le système de positionnement Galileo, et est membre à partir de 2008 au comité interinstitutionnel de l'Union européenne qui assure la coordination entre le Parlement, la Commission européenne et le Conseil des ministres pour la mise en œuvre de ce projet. En 2009, elle est rapporteure du Parlement européen sur la deuxième analyse stratégique de l'Union européenne sur l'énergie.
Elle est également  membre suppléante de la commission de l'agriculture et du développement rural (AGRI) et de la commission de l'environnement, de la santé publique et de la sécurité alimentaire (ENVI). Elle participe à la commission temporaire sur le changement climatique à partir de mai 2007. Elle fait en outre partie de la délégation pour les relations avec la République populaire de Chine (membre titulaire) et de la délégation pour les relations avec les pays d'Amérique centrale (membre suppléante).
Elle est candidate à sa réélection aux élections européennes de 2009, deuxième sur la liste du Mouvement démocrate menée par Robert Rochefort dans la circonscription Sud-Ouest de la France. Avec 8,61 % des voix, seul Robert Rochefort est élu.

## Affaire judiciaire
Dans le cadre de l'affaire des assistants parlementaires du Mouvement démocrate au Parlement européen, Anne Laperrouze est jugée en octobre 2023, devant les juges de la 11e chambre du tribunal correctionnel de Paris, pour « complicité » ou « recel de détournement de fonds publics ». En effet son ancienne assistante européenne affirme n'avoir jamais travaillé sous les ordres d'Anne Laperrouze mais qu'elle était l'assistante de direction de François Bayrou,.
Elle est condamnée à douze mois d’emprisonnement avec sursis, 15 000 euros d’amende et deux ans d’inéligibilité avec sursis.